# No me rompan
No me rompan es una comedia argentina del 2023 dirigida por Azul Lombardía. Está protagonizada por Carla Peterson y Julieta Díaz.

## Sinopsis
Ángela y Vera son dos mujeres de carácter explosivo que se conocen intentando domar sus impulsos más furiosos. Pero cuando se cruza en sus caminos Edgardo, un gurú obsesionado con la juventud eterna, decidirán enfrentarlo liderando un plan absolutamente ridículo pero justiciero.

## Reparto
- Carla Peterson como Ángela Trigal
- Julieta Díaz como Vera Lombardi
- Salvador del Solar como Edgardo Sánchez Leven
- Fito Páez como el director
- Eugenia Guerty como Cecilia
- Esteban Lamothe como Fercho
- Martín Garabal como Fede
- Nancy Dupláa como Nancy
- Cecilia Dopazo como Fanny
- Claudia Fernández como Paola Blejer
- Alfonso Tort como Ramiro
- Celina Font como Natalia
- Brenda Kreizerman como Emilce
- Jazmín Rodríguez Duca como Teresa
- Lalo Rotavería como Rober
- Maitina De Marco como Susy
- Nazarena Nóbile como Mónica

## Premios y nominaciones
| Lista de premios y nominaciones | Lista de premios y nominaciones        | Lista de premios y nominaciones                   | Lista de premios y nominaciones | Lista de premios y nominaciones | Lista de premios y nominaciones |
| Año                             | Organización                           | Categoría                                         | Nominado/a(s)                   | Resultado                       | Ref(s)                          |
| ------------------------------- | -------------------------------------- | ------------------------------------------------- | ------------------------------- | ------------------------------- | ------------------------------- |
| 2024                            | Produ Awards                           | Mejor película de comedia estrenada en plataforma | No me rompan                    | Nominado                        | [ 2 ]                           |
| 2024                            | Premios Martín Fierro de Cine y Series | Mejor actriz de comedia                           | Carla Peterson                  | Ganadora                        | [ 3 ]                           |
| 2024                            | Premios Martín Fierro de Cine y Series | Mejor actriz de reparto de comedia                | Eugenia Guerty                  | Nominada                        | [ 3 ]                           |